# K.k. Feintuchfabrik Thys

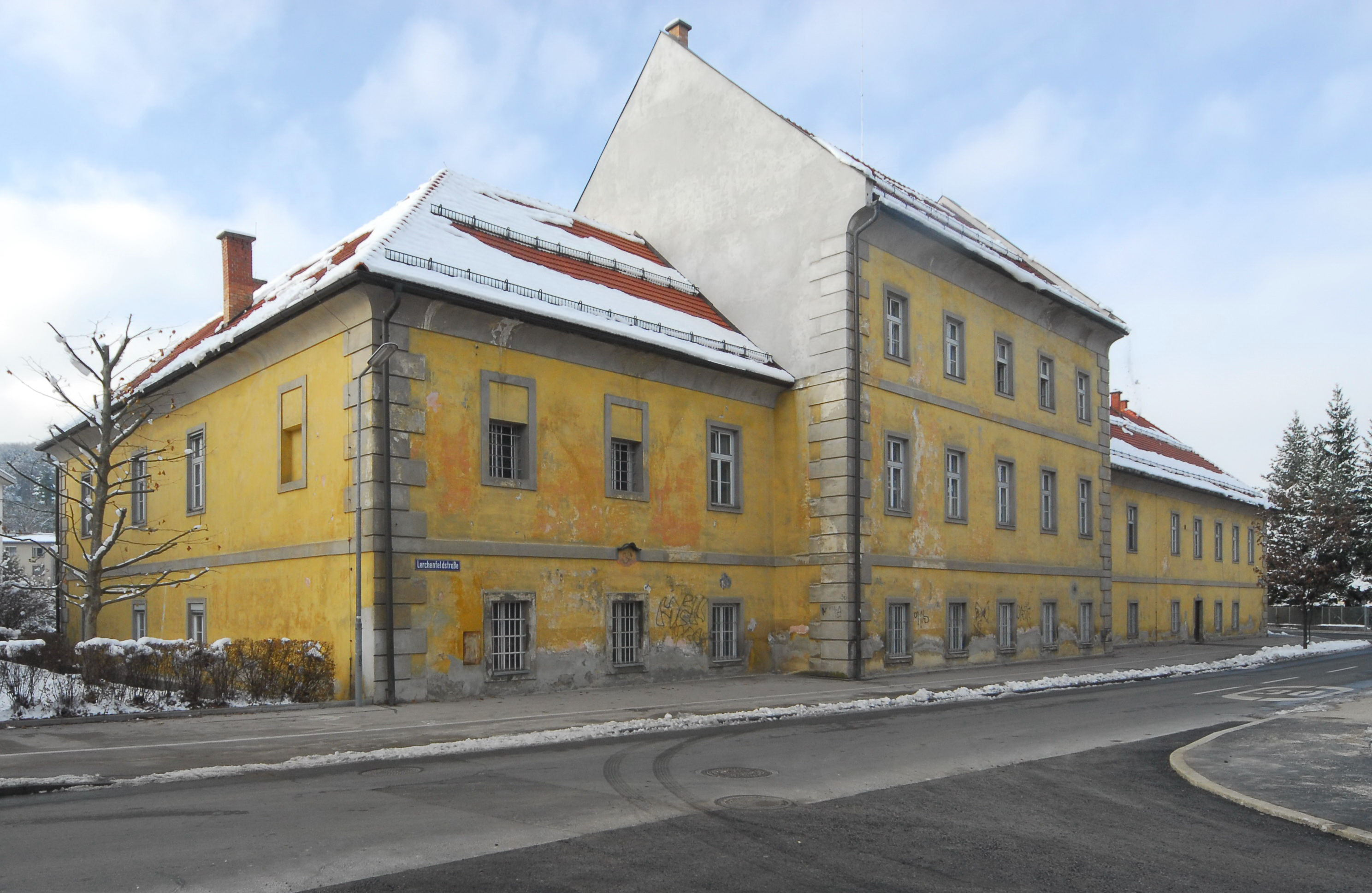
Hauptgebäude der K.k. Feintuchfabrik, später Militärkrankenhaus

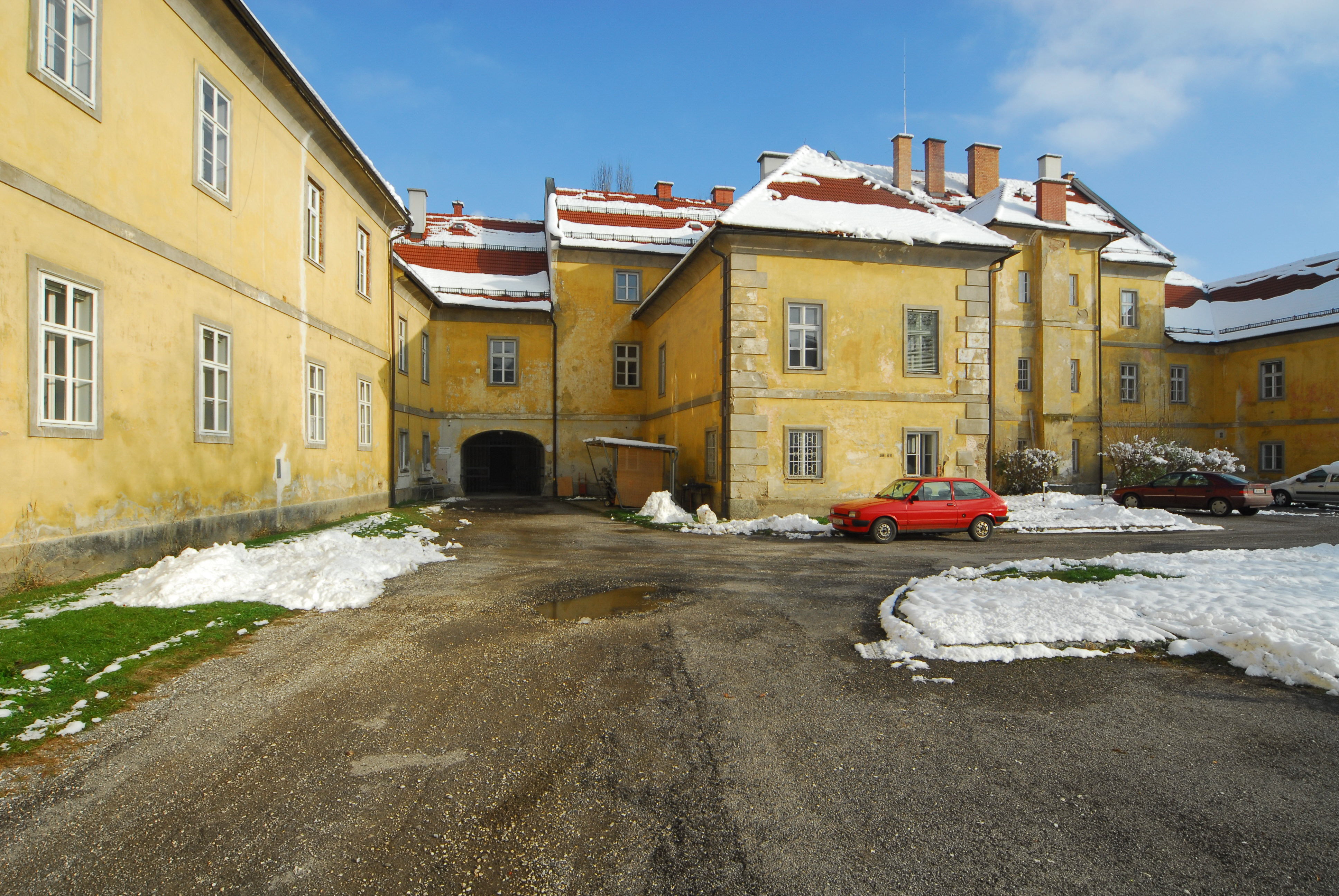
Gebäudetrakt der Feintuchfabrik, später Teil des Militärkrankenhaus

Die K.k. Feintuchfabrik Thys in Klagenfurt am Wörthersee, der Landeshauptstadt von Kärnten in Österreich, wurde 1762 von Johann von Thys gegründet und war die erste ihrer Art im damaligen österreichischen Kernland. In ihr wurden hochwertige Tuche vor allem für die Habsburgischen Erblande und für Osteuropa hergestellt. Die Feintuchfabrik machte besonders durch die Tatsache auf sich  aufmerksam, dass sie ihren anfänglichen Erfolg staatlichen Subventionen und Vergünstigungen sowie der Ausnutzung unmenschlicher Kinderarbeit verdankte. Bereits um das Jahr 1800 wurde sie nach Jahren des wirtschaftlichen Niederganges aufgelöst.

## Geschichte
Die Einrichtung derartiger Manufakturen wurde von der österreichischen Monarchie, vor allem durch Kaiserin Maria Theresia unterstützt, die schon um 1756 ein „Gesetz zur Einrichtung von Spinnschulen“ erlassen hatte. Davon erfuhr der Unternehmer Johann Reiner Thys aus der Stadt Eupen, die zu jener Zeit zu den Österreichischen Niederlanden gehörte, und er beantragte sowohl beim habsburgischen Gesandten in Brüssel, Johann Karl Philipp Graf Cobenzl, als auch bei der Kaiserin selbst die Einrichtung einer Feintuchfabrik. Dabei wurde er von dem Leibarzt der Kaiserin, Gerard van Swieten, den er durch seine Geschäftsreisen kennengelernt hatte, maßgeblich unterstützt. Maria Theresia genehmigte am 1. April 1762 den Antrag, förderte diesen mit einem Vorschuss von 100.000 Gulden und erlaubte Thys, den Standort seiner Fabrik selbst zu bestimmen. Sie stattete ihn darüber hinaus mit zahlreichen Privilegien aus wie die Zollfreiheit auf Rohstoffe, Fertigwaren, Werkzeuge und Maschinen sowie Befreiung von Niederlagsgebühren für Städte und Märkte und Befreiung von Kontributionszahlungen für seine Arbeiter und Angestellte sowie deren Auswahl und Unterbringung. Zugleich ernannte sie Thys zum wirklichen Kommerzialrat und genehmigte seiner Fabrik, die Staatliche Auszeichnung „k.k. Feintuchmanufaktur“ sowie den kaiserlichen Adler im Firmenemblem zu führen.
Johann Thys wählte wegen der relativen Nähe zum Hafen von Triest die Stadt Klagenfurt am Wörthersee als Standort aus. Es dauerte aber bis zum 13. November 1762, bis er die „K.k. Feintuchfabrik“ eröffnen konnte, da es zuvor noch Probleme bei der Grundstücksübernahme gab, weil ein dortiger Mieter das vorgesehene Areal am Fluss Glan nicht räumen wollte und die Kaiserin deshalb selbst intervenieren musste. Die Fabrik nahm schließlich seine Produktion mit zunächst 47 Mitarbeitern auf, davon neun Meister, die aus den habsburgischen Niederlanden rekrutiert wurden und die einen Monat zuvor mit ihren eigenen Spinnrädern und Gerätschaften angereist waren. Rasch plante Thys den weiteren Ausbau des Betriebes und ließ im Herbst 1763 unter Einbeziehung eigener Finanzmittel in Höhe von 120.000 Gulden eine zweite Fabrikhalle nebst Walkmühle und Färberei, sowie 1764 eine Seifensiederei und Appretur errichten. Mit nunmehr fast 297 Mitarbeitern, darunter 38 Tuchmachern aus seiner Heimat, die die einheimischen Kräfte schulten, war es sein Ziel, mit seinem Tuch nicht nur den inländischen Markt zu versorgen, sondern vor allem Exportmärkte in Osteuropa zu erschließen.

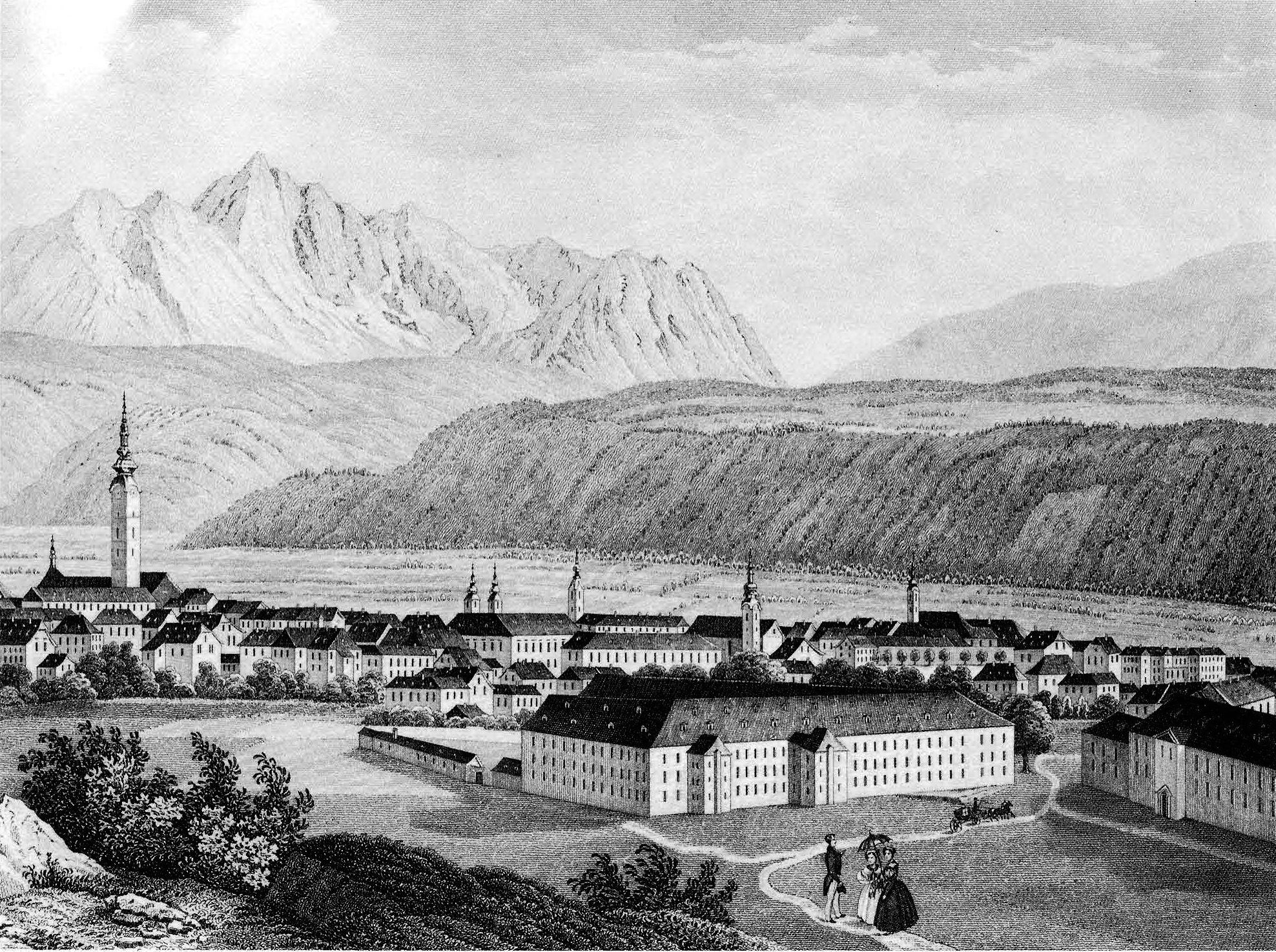
Kupferstich der Stadt Klagenfurt von etwa 1770 mit Militärwaisenhaus (später Waisenhauskaserne) im Vordergrund und Feintuchfabrik rechts im Bild halb sichtbar

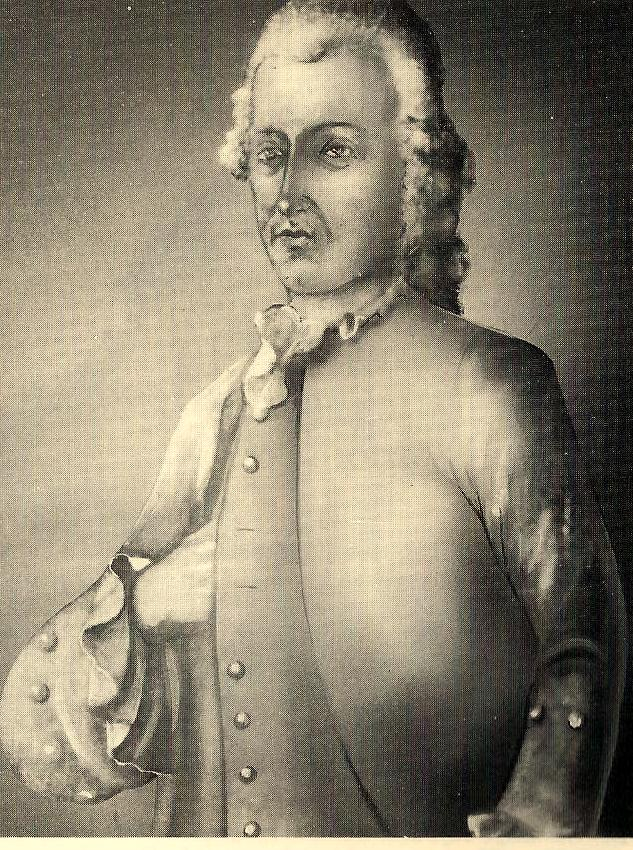
Johann von Thys

Die Produktion lief jetzt auf vollen Touren und die Fabrik benötigte nun dringend noch angeschlossene Wollspinnereien für den Nachschub an Garnen. Im Jahr 1763 ließ Thys dafür eine erste Spinnschule errichten, aber die Belegung mit günstigen Arbeitskräften lief dennoch schleppend an. Auch der Klagenfurter Kommerzialconsess vom 2. April 1765, mit der die Kaiserin angeordnet hatte, dass überall verstärkt Spinnschulen eingeführt werden sollten, brachte noch nicht den erhofften Durchbruch. Daraufhin regte Thys an, ein Waisenhaus zu eröffnen, in dem junge Spinner ausgebildet und als billige Arbeitskräfte streng kontrolliert werden konnten. Der Vorschlag wurde seitens der Behörden genehmigt und der Fabrikant persönlich wurde zum kaiserlichen Beauftragten für das Spinnschulwesen bestellt. Die in Graz und Völkermarkt bestehenden Kärntnerischen Waisenstiftungen wurden daraufhin bis zum Jahre 1768 nach Klagenfurt verlegt und unter die Leitung von Thys gestellt. Darüber hinaus wurde wenige Monate später in unmittelbarer Nachbarschaft noch ein Militärwaisenhaus für bis zu 500 Kinder eingerichtet, dessen laufende Kosten aus dem Militärwaisenfonds bestritten wurden und dessen Leitung Thys ebenfalls innehatte. Dabei wurde ein älteres Wohnhaus mit einer 1740 von Josef Ferdinand Fromiller ausgestatteten Kapelle miteinbezogen. Dem Militärwaisenhaus wurde durch Erlass der Kaiserin als Finanzierungsquelle zunächst gegen einen jährlichen Pachtzins und später als Eigentum das nahegelegene Gut Zigguln übertragen, das der dort bis dahin ansässige Jesuitenorden durch deren Aufhebung von 1773 aberkannt bekommen hatte.
Damit arbeiteten für die Feintuchfabrik unter inhumanen Bedingungen 90 Kinder aus dem Klagenfurter Waisenhaus und 50 Erwachsene aus dem Armenhaus, dem Arbeitshaus und dem Zuchthaus von Klagenfurt an der Herstellung von Garn. Hinzu kamen 30 Kinder aus dem Waisenhaus in Sankt Veit an der Glan, 24 Kinder aus dem Waisenhaus in Völkermarkt sowie aus den Spinnschulen in Wolfsberg 9, in Tarvis 7, in Villach 8, in Himmelberg 14 und in Gurk weitere 17 Kinder.
Unter den prekären Lebensbedingungen in der „K.k. Feintuchfabrik“ hatten vor allem die Kinder zu leiden: 14 Arbeitsstunden an allen Tagen der Woche in zugigen und kalten Spinnsälen waren die Normalität. Sie schliefen zu zweit oder gar zu dritt in einem Bett, waren schlecht bis mangelhaft bekleidet und hatten nur begrenzte Möglichkeiten zur Körperpflege. Viele von ihnen waren unterernährt, erkrankten an Krätze und anderen Hauterkrankungen sowie an Bronchien- und Lungenkrankheiten, was ein Großteil der Kinder nicht überlebte. Außerdem wurde ihnen der Zugang zu Regenerationszeiten, Bildungsmöglichkeiten und Gottesdienstbesuchen sowie zu sozialen Kontakten verweigert.
Die „K.k. Feintuchfabrik“ des zwischenzeitlich in den Adelsstand erhobenen Johann von Thys war mittlerweile zu einem Markenzeichen in Kärnten geworden. Mit ihren 42 Webstühlen war sie kaum in der Lage, die Nachfrage an Tuchen aus den Habsburgischen Erblanden nachzukommen. Händler in Wien, Prag und anderen Handelsstätten bestätigten, dass die Klagenfurter Tuche mit zu den Besten des Landes gehörten.
Nach Johanns von Thys Tod im September 1773 übernahm sein ältester Sohn Reiner Franz von Thys (* 1750) das florierende Unternehmen, welches zunehmend in Schwierigkeiten geriet. Angeregt durch den neuen Hofrat der Kaiserin, Karl von Zinzendorf, der sich für das freie Spiel der Kräfte in der Wirtschaft anstelle von Zwangsverordnungen und Subventionen einsetzte, durfte Reiner von Thys ab 1776 zunächst keine Waisenkinder mehr für sich arbeiten lassen. Stattdessen musste er auf Krainer Spinnerinnen zurückgreifen, um die schon auf zehn Webstühle reduzierten Produktionsstätten wieder auf die Anzahl von 22 zu erhöhen. Ferner sollte Thys das seinem Vater gewährte Darlehen über 100.000 Gulden zurückzahlen. Des Weiteren wurde ihm die Rekrutierungsfreiheit entzogen sowie die Steuerprivilegien für seine Firma und die Kontributionszahlungen für seine Arbeiter zurückgenommen. Schließlich musste er sich neuer Konkurrenz stellen, da mittlerweile mehrere Feintuchfabriken in Österreich genehmigt worden waren. Dennoch konnte das Unternehmen kurzfristig wieder an alte Zeiten anknüpfen und betrieb 1780 wieder 34 Webstühle und hatte noch 1793 den Ruf, unter allen inländischen Tuchfabriken die beste zu sein und wieder rund 200 Arbeiter zu beschäftigen. Dabei fertigten sie mittlerweile einfarbige Tuche ausschließlich aus spanischer Wolle an, die allesamt als niederländische Tuche verkauft wurden. Letztendlich waren es dann die Koalitionskriege mit Frankreich, die den Absatz endgültig einbrechen ließen und Reiner von Thys um 1800 dadurch gezwungen war, die „K.k. Feintuchfabrik“ aufzulösen. Im Jahr 1815 übernahm das österreichische Bundesheer das Hauptgebäude und richtete dort ein Militärkrankenhaus ein.
Das bereits 1784 geschlossene Militärwaisenhaus wurde als Kaserne umgerüstet, die treffender Weise „Waisenhauskaserne“ genannt wurde. Sie wurde mehrfach erweitert und umgebaut und diente zwischen 1858 und 1866 als Zigarrenfabrik. Ab den 1950er-Jahren beherbergte die Kaserne zusätzlich einen Kindergarten sowie eine Volks-, Haupt- und Sonderschule. Im Jahr 2009 wurde die Waisenhauskaserne endgültig geschlossen, ab 2013 ein Großteil der Gebäude abgerissen und anschließend als Wohnkomplex neu aufgebaut.